# Croton purpurascens
Espèce
Classification APG III (2009)
Croton purpurascens est une espèce de plantes à fleurs du genre Croton et de la famille des Euphorbiaceae, présente en Chine (nord du Guangdong).